# Edgeworthbox

Exempel på en Edgeworthbox med total kvantitet X=10 och Y=20

En Edgeworthbox är ett sätt att inom nationalekonomi visa olika fördelningar av resurser. Den är namngiven efter Francis Ysidro Edgeworth som presenterade idén 1881 i sin bok Mathematical Psychics: An Essay on the Application of Mathematics to the Moral Sciences.

## Exempel
Två personer, Octavio och Abby, har ett bestämt antal resurser — låt oss säga 10 liter vatten och 20 hamburgare. Om Abby tar 5 hamburgare och 4 liter vatten så kommer Octavio att ha 15 hamburgare och 6 liter vatten. Edgeworthboxen är det rektangulära koordinatsystem med Octavios origo i det ena hörnet (illustrerat  med ett "O") och Abbys origo i det diagonalt motsatta hörnet (illustrerat med ett "A"). Bredden på lådan är den totala mängden av en av varorna, och höjden är den totala mängden av den andra varan. Följaktligen kan varje möjlig uppdelning av varorna mellan de två visas med en punk i boxen.
Indifferenskurvor (härledda från konsumertarnas nyttofunktioner) kan ritas i boxen för både Abby och Octavio. Punkterna på, till exempel, Octavios indifferenskurvor visar olika kombinationer av de två varorna där ingen punkt föredras framför en annan. Han kan till exempel värdera 1 liter vatten och 13 hamburgare lika mycket som 5 liter vatten och 4 hamburgare eller 3 liter vatten och 10 hamburgare. Det finns ett oändligt antal sådana kurvor som kan ritas för olika kombinationer av varor för varje konsument.
Octavios origo (punkten där han inte har några varor alls) ligger i det nedre vänstra hörnet och Abbys origo i det övre högra hörnet. Vanligtvis är bådas indifferenskurvor konvexa relativt deras origo (märk dock att Abbys kurvor är böjda på "fel håll" då alla hennes värden är upp-och-ner-vända). Där en av Abbys indifferenskurvor korsar en av Octavios i mer än en punkt (så att båda två kurvorna inte tangerar varandra), kommer en linsformad yta skapas; alla punkter på insidan av den linsen visar en allokering av varorna så att både Octavio och Abby får en högre nytta då punkterna ligger längre från respektive origo.